# Лаппано
Лаппано (итал. Lappano) — коммуна в Италии, располагается в регионе Калабрия, подчиняется административному центру Козенца.
Население составляет 988 человек, плотность населения составляет 82 чел./км². Занимает площадь 12 км². Почтовый индекс — 87050. Телефонный код — 0984.
Соседние коммуны: Ровито, Челико, Сан-Пьетро-ин-Гуарано, Цумпано.
Покровителем коммуны почитается святой Иоанн Предтеча, празднование 24 июня.